# Mr Universal Ambassador
Mr Universal Embassador (em pt: Mister Embaixador Universal) é um concurso de beleza masculino realizado anualmente com a participação assídua de mais de quinze países que competem pelo título com seus respectivos representantes nacionais. O evento visa promover a descoberta de um jovem rapaz inteligente que sirva de exemplo e encoraje os mais jovens a seguirem estilos de vida saudáveis, sempre promovendo a educação e o que há de mais humanitário em causas sociais. O certame envolve vários profissionais do ramo e tem a coordenação do empresário Edin Muhammad, participante ativo do Youth Foundation in Indonesia.

## Vencedores
| Ano  | País                 | Vitorioso         | Origem        | Local    | Ref.  |
| ---- | -------------------- | ----------------- | ------------- | -------- | ----- |
| 2015 | Porto Rico           | Christian Daniel  | San Juan      | Surabaia | [ 3 ] |
| 2016 | Sérvia               | Aleksa Gavrilović | Novi Sad      | Surabaia | [ 4 ] |
| 2017 | Vietnã               | Lương Gia Huy     | Hanói         | Macáçar  | [ 5 ] |
| 2018 | Filipinas            | George de Lumen   | Marikina      | Jaipur   | [ 6 ] |
| 2019 | República Dominicana | Josué Rodríguez   | Santo Domingo | Tóquio   | [ 7 ] |

### Títulos por país
| Título | País                 | Vitória |
| ------ | -------------------- | ------- |
| 1      | República Dominicana | 2019    |
| 1      | Filipinas            | 2018    |
| 1      | Vietnã               | 2017    |
| 1      | Sérvia               | 2016    |
| 1      | Porto Rico           | 2015    |

### Títulos por continente
| Título | Continente | Último País Vitorioso |
| ------ | ---------- | --------------------- |
| 2      | Américas   | (2019)                |
| 2      | Ásia       | (2018)                |
| 1      | Europa     | (2016)                |
| 0      | África     |                       |
| 0      | Oceania    |                       |

## Sobre

### A Organização
A organização do concurso Mr Universal Ambassador é de posse da IMP Organization, uma entidade que faz parte da LPP Duta Bangsa, uma organização com sede na Indonésia. O mais recente concurso masculino de nível mundial se realizou pela primeira em Setembro de 2015 na cidade de Surubaia. O criador do evento é Edin Muhammada, que destaca o evento como uma criação de laços de amizade, atividades sociais, cultura, diversidade e práticas esportivas.
A organização é a proprietária do concurso Mister Photogenic Indonesia, responsável por mandar representantes da Indonésia para os principais concursos internacionais, como Mister Global, realizado na Tailândia, Mister Model International na República Dominicana e  o Mister Asian International na Singapura. A organização também está ligada à geração jovem formada pela ASEAN Community.
O objetivo primordial, que culminou com a proposta de inauguração do evento, é descobrir um homem autêntico e inteligente que seja capaz de encorajar os mais jovens à ter uma vida saudável, promovendo a educação e as habilidades que cada um possui. A visão do evento é de conseguir alcançar a participação de quarenta candidatos de mais de quarenta países ao redor do globo. Um candidato com essas qualidades deve ter entre 18 e 30 anos e ter uma reputação sólida ligada à juventude de seu país.

### O Concurso
Durante dez dias os candidatos participam de diferentes eventos e atividades, como: sessões fotográficas, sessão de autógrafos, coletivas de imprensa, passeios turísticos nos lugares mais pitorescos da Indonésia, eventos esportivos, fashion shows, troca de presentes entre os participantes, jantares de gala e outros eventos locais voltados para a cultura da Indonésia. O concurso acredita que o homem portador do título de Mr Universal Ambassador além de convencer futuras gerações e de servir de exemplo de um modelo à ser seguido em lifestyle, ele seja capaz também de promover a importância da educação no mundo e incentivar a criatividade das pessoas à sua volta.
Alguns dos critérios adotados são:
1. Personalidade
2. Excelente comunicação
3. Alta capacidade de influência
4. Ser criativo para inspirar outras pessoas
5. Inteligência
6. Físico: atlético.
7. Ser fotogênico

O vencedor do certame se estabelecerá na Indonésia, sendo responsável por ser o porta-voz da organização em que atua, bem como garantindo sua participação em programas de TV locais e coberta de eventos locais. Ampliará sua experiência como modelo, disponibilizando sua imagem para campanhas publicitárias, catálogos, outdoors além de promover lifestyle, educação e criatividade com viés econômico na geração jovem. O representante internacional também é convidado para participar ou como jurado ou como presença ilustre em eventos nacionais.